# Бойца (комуна)
Бойца (рум. Boița) — комуна у повіті Сібіу в Румунії. До складу комуни входять такі села (дані про населення за 2002 рік):
- Бойца (1517 осіб) — адміністративний центр комуни
- Лазарет (162 особи)
- Лотріоара (4 особи)
- Палтін (7 осіб)

Комуна розташована на відстані 196 км на північний захід від Бухареста, 19 км на південний схід від Сібіу, 136 км на південь від Клуж-Напоки, 149 км на північ від Крайови, 105 км на захід від Брашова.

## Населення
У 2009 році у комуні проживали 1727 осіб.